# دوغلاس ميلر
دوغلاس ميلر هو سياسي كندي، ولد في 3 نوفمبر 1904 في كندا، وتوفي في 22 يوليو 1982. حزبياً، نشط في حزب الائتمان الاجتماعي في ألبرتا ‏. وقد انتخب عضو الجمعية التشريعية ألبرتا.